# Buffonellodes tumidus
Buffonellodes tumidus är en mossdjursart som först beskrevs av Walter Douglas Hincks 1881.  Buffonellodes tumidus ingår i släktet Buffonellodes och familjen Buffonellodidae. Inga underarter finns listade i Catalogue of Life.